# Национално знаме на Израел
Националното знаме на Израел е прието на 28 октомври 1948 година. На него е изобразена синя Давидова звезда на бял фон между две хоризонтални сини ивици.
Сините ивици символизират талит, наметка за молитва. Давидовата звезда е символ на еврейския народ.